# 藤原定方
藤原定方（日语：／ Fujiwara no Sadakata，873年—932年9月11日）是日本平安時代前期至中期的公卿、歌人，父親是內大臣藤原高藤，外甥是醍醐天皇，外曾孫女是紫式部，從二位右大臣，贈從一位，百人一首歌人，由於宅邸在三條，因此又稱為三條右大臣。

## 生平
寬平4年（892年）3月21日，定方就任內舍人，寬平7年（895年）2月11日出任陸奧權少掾（東宮御給），翌年正月7日叙位為從五位下（東宮御給），同年2月15日就任尾張權守，寛平9年（897年）7月5日出任右近衛少將，翌年正月29日兼任相模權守。昌泰3年（900年）2月20日，他獲任命為備前守，翌年1月7日升從五位上，1月26日就任左近衛少將。延喜3年（903年）1月7日，升正五位下，翌年2月10日兼任近江介。延喜6年（906年）1月21日升從四位下，同年2月15日升任右近衛權中將，延喜8年（908年）正月12日兼任備前守，翌年4月9日升任參議，續任右中將、備前守。延喜10年（910年）1月7日升從四位上，延喜12年（912年）3月27日兼任近江權守，翌年正月28日升任中納言、從三位，同年4月15日兼任左衛門督。延喜16年（916年）5月，他曾經冒著強風和冰雹去巡視鴨河的河堤，按《日本紀略》記載他在翌年慶祝自己四十歲生日時，醍醐天皇也有參與。按照這個說法，他的出生年份應為元慶2年（878年）:254-255。
延喜19年（919年）1月28日，他兼任按察使，同年9月13日兼任右近衛大將。翌年1月20日升任大納言，續任右近衛大將、按察使。延喜21年（921年）1月7日升正三位，延喜23年（923年）4月29日兼任東宮傅。延長2年（924年）1月22日，他升任右大臣，續任右近衛大將、東宮傅，翌年6月18日離任東宮傅。延長4年（926年）正月7日升從二位，延長8年（930年）12月17日，他改任左近衛大將。承平2年（932年）8月4日死去，同年8月11日追贈從一位。
其墓位於京都府京都市山科區勸修寺下之茶屋町，在勸修寺的西南面，按《勸修寺緣起》記載，過去勸修寺在毎年8月1日至8月4日視為定方的忌日，在寺內舉行法華八講。墓地的位置在《山城志》中也有記載，碑文為「承平二年八月四日薨于官，時年六十，葬于山城國宇治郡山科鄉鍋岡山下」。

## 和歌
按《日本古典文學大辭典》記載，定方在和歌方面的事蹟，最早可以追溯至昌泰元年（898年）舉行的「亭子院女郎花合」，《和歌文學辭典》也表明定方與紀貫之、伊勢等人是該歌合的後宴的作者之一:464。另一方面，《新編國歌大觀》引用的尊經閣文庫底本並沒有相關記載，而「亭子院女郎花合」本身又名「朱雀院女郎花合」:463，而在定方唯一收錄於《古今和歌集》的作品的詞書中，提及到此歌是來自於「朱雀院女郎花合」。定方在敕撰和歌集入選數目方面，不同文獻之間存在著分歧，《日本古典文學大辭典》和《大辭林》主張是19首，《和歌大辭典》和《日本人名大辭典》則是18首，另一方面《三省堂名歌名句辭典》記載為29首。
另外，定方在歌壇上也發揮了其影響力，致力於舉行「寬平御時菊合」和「亭子院歌合」等歌合，也支援了其堂弟藤原兼輔旗下的紀貫之等專屬歌人，像凡河內躬恆便獲定方推薦，在延喜13年（913年）3月13日舉行的「亭子院歌合」上詠唱和歌。 
《百人一首》的入選作是：
| 原文 | 中譯                                                        |
| ---- | ----------------------------------------------------------- |
|      | 不負其名逢坂山 相逢共寢如實葛 避人耳目不輕易 造訪香閨可有策 |

按《後撰和歌集》的詞書記載，這首和歌的對象是女性，屬於典型的以戀愛為題材的和歌，表達了希望能夠經常出入自己意中人居所的男性的心情。逢坂山寓意相逢，實葛（さねかづら）取中古日本語的，意思是男女共寢，作為枕詞大多配上「再會」（後も逢はむ），實葛本身在《萬葉集》亦已早有記載，這首和歌則是最早將逢坂山和實葛連結起來的作品。此外，雖然和歌使用了「來到」（くる），不過由於平安貴族之間盛行訪妻婚，因此實際上是「前往」女性居所，這裡的「來到」是以女性為重心，表示男性來到女性處的意思。另外，由於當時贈歌時習慣上會同時都附上和歌中提到的東西，因此這首和歌的頭三句不過是一個開首，實葛在眼前出現時才活生生呈現了開首的意義，並且靈活自在地運用了序詞「→（捲起來）→」、掛詞「→（見面）等等」、歌枕和緣語，凝縮了各種和歌概念的同時，優雅地表達了對戀人的心意。
家集是《三條右大臣集》，現存的版本僅有宮內廳書陵部藏的一本標記為弘長2年（1262年）的江戶時代初期的手抄本，其原本可以追溯至建長5年（1253年）。家集內收錄了和歌35首，其中13首是其他歌人的作品，這些都是與定方的贈答歌，其中藤原兼輔有9首，醍醐天皇和女性各兩首，排列方面按《日本古典文學大辭典》的說法為遊宴歌、戀愛歌和哀傷歌，按《新編國歌大觀》的說法則是四季、戀和哀傷，與《後撰和歌集》和《大和物語》等多有重覆，並無任何獨有的和歌，另有著詞書較長的歌物語的特徵。成書時期推測在定方死去的承平2年（932年）前後，由與其相關的人士編撰而成，也有說法認為是由真觀在鎌倉時代初期時匯集各種文獻編輯而成:255。

## 外部連結
- . 國際日本文化研究中心和歌數據庫 （日语）.